# غوتليب أوقست فيلهلم هيرتش-شافر
غوتليب أوقست فيلهلم هيرتش-شافر (بالألمانية: Gottlieb August Wilhelm Herrich-Schäffer)‏ (و. 1799 – 1874 م) هو عالم نبات، وعالم حشرات من ألمانيا . ولد في ريغنسبورغ.
توفي في ريغنسبورغ، عن عمر يناهز 75 عاماً.